# Liste de musées en Estonie
Pour les autres articles nationaux ou selon les autres juridictions, voir Liste des musées par pays.
Cet article présente une liste non exhaustive de musées en Estonie,.

## Liste de musées

### Musées à Tallinn
| Nom                                                                    | Image | Type            | Adresse Coord.                                            | Réf. |
| ---------------------------------------------------------------------- | ----- | --------------- | --------------------------------------------------------- | ---- |
| Musée du cloître dominicain                                            |       | Site historique | Müürivahe tänav 33 59° 26′ 16,38″ N, 24° 44′ 57,04″ E     |      |
| Musée estonien des arts appliqués et du design                         |       | Art             | Lai tänav 17 59° 26′ 23,08″ N, 24° 44′ 42,23″ E           |      |
| Musée de l'architecture estonienne                                     |       | Architecture    | Ahtri 2 59° 26′ 25,12″ N, 24° 45′ 23,13″ E                |      |
| Musée d'art d'Estonie - Musée Adamson-Eric (et)                        |       | Art             | Lühike jalg 3 59° 26′ 10,73″ N, 24° 44′ 30,91″ E          |      |
| Musée d'art d'Estonie - Château de Kadriorg                            |       | Art             | A. Weizenbergi 37 59° 26′ 18,65″ N, 24° 47′ 27,5″ E       |      |
| Musée d'art d'Estonie - Kumu                                           |       | Art             | A. Weizenbergi 34 59° 26′ 11,64″ N, 24° 47′ 48,12″ E      |      |
| Musée d'art d'Estonie - Musée Mikkel                                   |       | Art             | A. Weizenbergi 28 59° 26′ 14,93″ N, 24° 47′ 28,79″ E      |      |
| Musée d'art d'Estonie - Musée Niguliste                                |       | Art             | Niguliste tänav 3 59° 26′ 09,31″ N, 24° 44′ 33,71″ E      |      |
| Musée d'art d'Estonie - Musée Kristjan Raud (et)                       |       | Biographique    | K. Raua 8 59° 23′ 22,31″ N, 24° 41′ 30,84″ E              |      |
| Musée estonien de la santé                                             |       | Médecine        | Lai tänav 30 59° 26′ 22,6″ N, 24° 44′ 43,94″ E            |      |
| Musée de l'histoire estonienne - Maison de la Grande Guilde            |       | Histoire        | Pikk tänav 17 59° 26′ 18,26″ N, 24° 44′ 42,05″ E          |      |
| Musée de l'histoire estonienne - Manoir de Maarjamäe                   |       | Histoire        | Pirita tee 56 59° 27′ 08,93″ N, 24° 48′ 36,9″ E           |      |
| Musée de l'histoire estonienne - Musée estonien du film (et)           |       | Culturel        | Pirita tee 56 59° 27′ 08,93″ N, 24° 48′ 36,9″ E           |      |
| Musée estonien du Judaïsme                                             |       | Culturel        | Karu 16 59° 26′ 18,85″ N, 24° 45′ 58,85″ E                |      |
| Musée maritime d'Estonie - Tour Grosse Marguerite                      |       | Maritime        | Pikk tänav 70 59° 26′ 33,12″ N, 24° 44′ 58,6″ E           |      |
| Musée maritime d'Estonie - Hydroaéroport                               |       | Maritime        | Vesilennuki 6 59° 27′ 06,18″ N, 24° 44′ 18,74″ E          |      |
| Musée estonien de plein air                                            |       | Culturel        | Vabaõhumuuseumi tee 12 59° 25′ 53,53″ N, 24° 38′ 16,99″ E |      |
| Musée estonien du théâtre et de la musique                             |       | Culturel        | Müürivahe 12 59° 26′ 05,33″ N, 24° 44′ 42,78″ E           |      |
| Musée estonien du théâtre et de la musique - Musée Andres Särev (et)   |       | Biographique    | Tina 23 59° 26′ 10,55″ N, 24° 46′ 24,21″ E                |      |
| Musée de Nõmme (et)                                                    |       | Histoire        | Jaama 18 59° 23′ 10,68″ N, 24° 41′ 10,16″ E               |      |
| Musée des Occupations                                                  |       | Histoire        | Toompea 8 59° 25′ 57,34″ N, 24° 44′ 21,75″ E              |      |
| Musée Konstantin Päts (et)                                             |       | Biographique    | Pirita tee 56 59° 27′ 08,93″ N, 24° 48′ 36,9″ E           |      |
| Musée Jaan Poska (et)                                                  |       | Biographique    | Jaan Poska tänav 8 59° 26′ 03,82″ N, 24° 46′ 46,56″ E     |      |
| Musée Nuku (et)                                                        |       | Culturel        | Lai tänav 1 59° 26′ 18,65″ N, 24° 44′ 35,43″ E            |      |
| Musée russe de Tallinn                                                 |       | Art             | Pikk tänav 29A 59° 26′ 20,11″ N, 24° 44′ 46,28″ E         |      |
| Musée de la ville de Tallinn                                           |       | Histoire        | Vene 17 59° 26′ 19,26″ N, 24° 44′ 53,37″ E                |      |
| Musée municipal de Tallinn - Musée des enfants (et)                    |       | Enfants         | Kotzebue 16 59° 26′ 34,23″ N, 24° 44′ 12,68″ E            |      |
| Musée municipal de Tallinn - Hospice de l'église Saint-Jean de Tallinn |       | Site historique | Väike-Pääsukese 5 59° 26′ 00,62″ N, 24° 45′ 36,92″ E      |      |
| Musée municipal de Tallinn - Kiek in de Kök et les tunnels de Bastions |       | Site historique | Komandandi 2 59° 26′ 04,91″ N, 24° 44′ 28,88″ E           |      |
| Musée municipal de Tallinn - Musée Miia-Milla-Manda (et)               |       | Enfants         | L. Koidula 21C 59° 26′ 12,35″ N, 24° 47′ 22,01″ E         |      |
| Musée municipal de Tallinn - Musée Pierre 1er de Tallinn (et)          |       | Site historique | Mäekalda 2 59° 26′ 15,43″ N, 24° 47′ 46,21″ E             |      |
| Musée municipal de Tallinn - Musée de la photographie de Raevangla     |       | Histoire        | Raekoja 4/6 59° 26′ 12,67″ N, 24° 44′ 42,98″ E            |      |
| Musée municipal de Tallinn - Musée Anton Hansen Tammsaare (et)         |       | Biographique    | L. Koidula 12A 59° 26′ 16,21″ N, 24° 46′ 42,77″ E         |      |
| Musée municipal de Tallinn - Musée Eduard Vilde (et)                   |       | Biographique    | Roheline Aas 3 59° 26′ 11,48″ N, 24° 47′ 06,95″ E         |      |

### Musées à Tartu
| Nom (Français)                                         | Nom (Estonien)                           | Image | Sujet                   | Gestionnaire                                     | Quartier        | Adresse              | Site |
| ------------------------------------------------------ | ---------------------------------------- | ----- | ----------------------- | ------------------------------------------------ | --------------- | -------------------- | ---- |
| Musée national estonien                                | Eesti Rahva Muuseum                      |       | Histoire et culture     | République d'Estonie                             | Raadi-Kruusamäe | Muuseumi tee 2       |      |
| Musée municipal de Tartu                               | Tartu Linnamuuseum                       |       | Histoire et archéologie | Musées de l'histoire municipale - Ville de Tartu | Ülejõe          | Narva maantee 23     |      |
| Musée des cellules du KGB                              | KGB Kongide Muuseum                      |       | Histoire et mémoire     | Musées de l'histoire municipale - Ville de Tartu | Kesklinn        | Riia tänav 15b       |      |
| Musée du Festival de chant                             | Laulupeo Muuseum                         |       | Histoire et culture     | Musées de l'histoire municipale - Ville de Tartu | Ülejõe          | Jaama tänav 14       |      |
| Musée de la Maison d'Oskar Luts                        | Oskar Lutsu Majamuuseum                  |       | Histoire et culture     | Musées de l'histoire municipale - Ville de Tartu | Tammelinn       | Riia tänav 38        |      |
| Musée de la maison des citoyens de Tartu du 19e siècle | 19. sajandi Tartu linnakodaniku muuseum  |       | Histoire et culture     | Musées de l'histoire municipale - Ville de Tartu | Kesklinn        | Jaani tänav 16       |      |
| Musée de l'Université de Tartu                         | Tartu Ülikooli Muuseum                   |       | Histoire et éducation   | Université de Tartu                              | Kesklinn        | Lossi tänav 25       |      |
| Ancien observatoire de l'Université de Tartu           | Tartu Ülikooli Tähetorn                  |       | Histoire et éducation   | Université de Tartu                              | Kesklinn        | Uppsala tänav _      |      |
| Musée d'Art de l'Université de Tartu                   | Tartu Ülikooli Kunstimuuseum             |       | Art                     | Université de Tartu                              | Kesklinn        | Ülikooli tänav 18    |      |
| Musée d'histoire naturelle de l'Université de Tartu    | Tartu Ülikooli Loodusmuuseum             |       | Nature                  | Université de Tartu                              | Kesklinn        | Vanemuise tänav 46   |      |
| Jardin botanique de l'Université de Tartu              | Tartu Ülikooli Botaanikaaed              |       | Nature                  | Université de Tartu                              | Kesklinn        | Lai tänav 38         |      |
| Musée estonien de la littérature                       | Eesti Kirjandusmuuseum                   |       | Littérature             | République d'Estonie                             | Kesklinn        | Vanemuise tänav 42   |      |
| Musée estonien de l'imprimerie et du papier            | Eesti trüki- ja paberimuuseum            |       | Art                     | TYPA Centre                                      | Vaksali         | Kastani tänav 48f    |      |
| Musée d'art de Tartu                                   | Tartu Kunstimuuseum                      |       | Art                     | République d'Estonie                             | Kesklinn        | Raekoja plats 18     |      |
| Musée du jouet de Tartu                                | Tartu Mänguasjamuuseum ja Teatri kodu    |       | Jeux                    | Ville de Tartu                                   | Kesklinn        | Lutsu 8              |      |
| Musée estonien du sport et des jeux olympiques         | Eesti spordi- ja olümpiamuuseum          |       | Sport                   | République d'Estonie                             | Kesklinn        | Rüütli 15            |      |
| Musée de la bière                                      | Õllemuuseum                              |       | Nourriture              | A. Le Coq                                        | Tähtvere        | Laulupeo puiestee 15 |      |
| Musée de l'Académie militaire estonienne               | Kaitseväe Ühendatud Õppeasutuste muuseum |       | Histoire et guerre      | Académie militaire d'Estonie                     | Kesklinn        | Riia tänav 12        |      |

### Autres Musées
| Nom                                                                 | Image | Type            | Comté    | Municipalité          | Adresse Coord.                                                    | Réf. |
| ------------------------------------------------------------------- | ----- | --------------- | -------- | --------------------- | ----------------------------------------------------------------- | ---- |
| Musée Eduard Tubin                                                  |       | Biographique    | Tartu    | Alatskivi             | Château d'Alatskivi, Alatskivi 58° 36′ 13,87″ N, 27° 07′ 47,49″ E |      |
| Musée national estonien - Musée de Heimtali                         |       | Culturel        | Viljandi | Viljandi              | Heimtali 58° 19′ 35,9″ N, 25° 28′ 49,62″ E                        |      |
| Musée estonien des Sports - Musée des sports d'hiver de Otepää (et) |       | Sport           | Valga    | Otepää                | Valga mnt 12, Otepää 58° 03′ 12,28″ N, 26° 30′ 06,84″ E           |      |
| Musée du combat pour la liberté de l'Estonie (en)                   |       | Militaire       | Harju    | Rae                   | Muuseumi tee 6, Lagedi 59° 23′ 19,84″ N, 24° 56′ 27,71″ E         |      |
| Château de Haapsalu                                                 |       | Site historique | Lääne    | Haapsalu              | Lossiplats 3 58° 56′ 50,77″ N, 23° 32′ 19,71″ E                   |      |
| Musée de Narva (et) - Galerie d'Art de Narva (et)                   |       | Art             | Ida-Viru | Narva                 | Vestervalli 21 59° 22′ 56,87″ N, 28° 11′ 47,08″ E                 |      |
| Musée de Narva (et) - Fort d'Hermann                                |       | Site historique | Ida-Viru | Narva                 | Peterburi mnt 2 59° 22′ 32,21″ N, 28° 12′ 05,93″ E                |      |
| Musée de Saaremaa - Musée Johannes et Joosep Aavik (et)             |       | Biographique    | Saare    | Kuressaare            | Vanalinna 7 58° 15′ 27,72″ N, 22° 29′ 03,61″ E                    |      |
| Musée de Saaremaa - Château de Kuressaare                           |       | Site historique | Saare    | Kuressaare            | Lossihoov 1 58° 14′ 48,86″ N, 22° 28′ 45,88″ E                    |      |
| Musée de Saaremaa - Ferme musée de Mihkli (et)                      |       | Culturel        | Saare    | Kihelkonna            | Viki 58° 20′ 59,72″ N, 22° 04′ 49,11″ E                           |      |
| Musée de l'agriculture estonienne (et)                              |       |                 |          | Ülenurme              | Tartu                                                             |      |
| Musée de l'aviation estonienne                                      |       |                 |          | Lange (Haaslava)      | Tartu                                                             |      |
| Musée du drapeau estonien (et)                                      |       |                 |          | Otepää                | Valga                                                             |      |
| Musée de Lückholm                                                   |       |                 |          | Noarootsi             | Lääne                                                             |      |
| Musée estonien de la radiodiffusion (et)                            |       |                 |          | Türi                  | Järva                                                             |      |
| Musée estonien de la route (et)                                     |       |                 |          | Varbuse (et) (Kanepi) | Põlva                                                             |      |

## Autres
- Tallinn
  - Russalka,
  - Musée - Maison de Pierre le Grand,
  - Ruines du Couvent de Sainte-Brigitte,
  - Musée Eduard Vilde (Kadriorg),
  - Musée A. H. Tammsaare,
  - Musée du KGB (Hôtel Viru),
  - Musée Adamson-Eric (1902-1968),
  - Musée du Massepain (Marzipan),
  - Musée des Icônes,
  - Musée des instruments de torture du Moyen-Âge,
  - Jardin Botanique de Tallinn,
  - Zoo de Tallinn,
  - Musée de la population côtière,
  - Musée en plein air Viimsi,
- Pärnu
  - Pärnu Muuseum[3], Koidula Museum[4]